# Sejmen (segban)

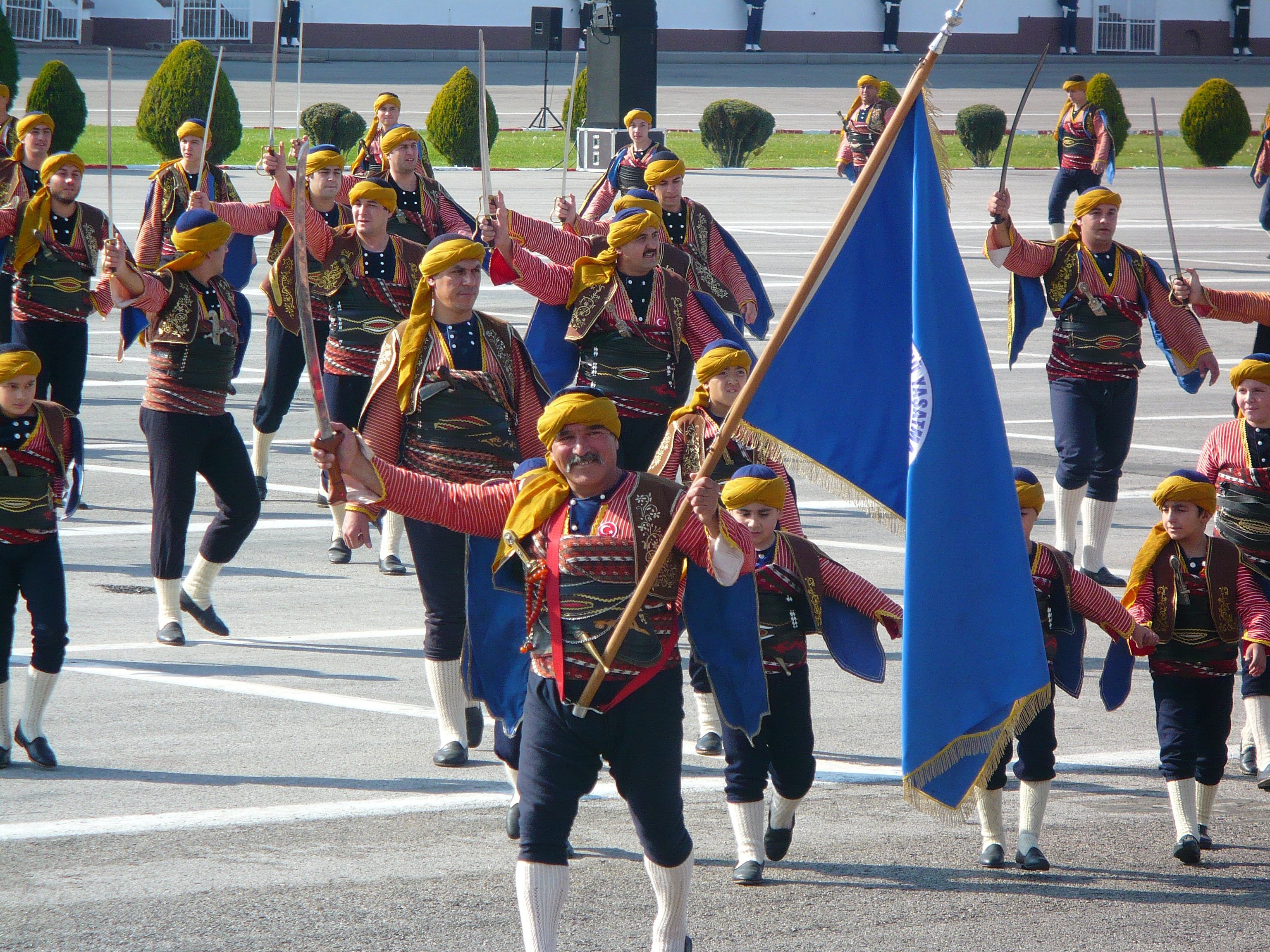
Tradycyjne stroje sejmenów

Sejmen (tur. seymen, pers. segban – "psiarz") – w Turcji część janczarów, którzy pilnowali z początku psiarni sułtańskiej, a także rodzaj piechoty na żołdzie paszów. W Chanacie krymskim jedna z dwóch formacji stałego wojska uzbrojonego w broń palną, różniąca się od kapykułów tym, iż otrzymywała żołd od Imperium Osmańskiego, a nie od chana Krymu.